# Bustarfell
Bustarfell är ett berg i republiken Island. Det ligger i regionen Västfjordarna, i den nordvästra delen av landet, 200 km norr om huvudstaden Reykjavík. Toppen på Bustarfell är 748 meter över havet, eller 148 meter över den omgivande terrängen. Bredden vid basen är 1,6 km.
Trakten runt Bustarfell är nära nog obefolkad, med mindre än två invånare per kvadratkilometer. Det finns inga samhällen i närheten. Trakten runt Bustarfell är permanent täckt av is och snö.